# Bonus-Markt
Die Bonus-Märkte sind eine Filialkette des Lebensmitteleinzelhandels mit Sitz in Stuttgart mit gemeinnützigen Zielen. Sie gehören der BONUS – Berufliche Orientierung, Nachbarschaftsläden und Service gGmbH, die wiederum ein Tochterunternehmen der SBR – gemeinnützige Gesellschaft für Schulung und berufliche Reintegration mbH in Stuttgart ist. Die BONUS gGmbH wurde 2003 gegründet und unterhält zurzeit (Stand: Dezember 2021) 24 Supermärkte in Baden-Württemberg und Bayern, siebzehn davon in Baden-Württemberg, und sieben in Bayern. Die deutsche Bonus-Kette hat nichts mit der isländischen Supermarktkette Bónus zu tun.

## Geschäftsziele
Die BONUS gGmbH und die Muttergesellschaft SBR gGmbH haben nach eigenen Angaben das Ziel, die Fähigkeiten von Menschen zu verbessern, die nur geringere Chancen am Arbeitsmarkt haben. Hierzu gehören die Ausbildung, Beschäftigung und Qualifizierung beispielsweise von sozial benachteiligten Jugendlichen und Langzeitarbeitslosen. Aufgabe der Bonus-Märkte ist es, die entsprechenden Fachkenntnisse des Lebensmitteleinzelhandels zu vermitteln.
Darüber hinaus haben die Bonus-Märkte die besondere Aufgabe, in Stadtteilen und kleineren Gemeinden die Nahversorgung mit Lebensmitteln zu gewährleisten und einer Verödung der Ortszentren entgegenzuwirken. Die Einrichtung der Supermärkte wird daher häufig auch von der örtlichen Bundesagentur für Arbeit und der jeweiligen Kommune gefördert.

## Filialen
Der erste Bonus-Markt wurde im Mai 2003 in Stuttgart-Münster eröffnet. Es folgten in Stuttgart weitere Märkte in Hoffeld, Hofen (2004), Bad Cannstatt, Sommerrain, Stuttgart-West, Rohr Mitte, Heslach (2005), Sonnenberg (2006), auf der Rohrer Höhe (2007), Steinhaldenfeld (2009), in Büsnau (2013) und in Schlaitdorf (2024). Weitere Filialen gibt es vorrangig in Städten und Gemeinden im Großraum Stuttgart und München.

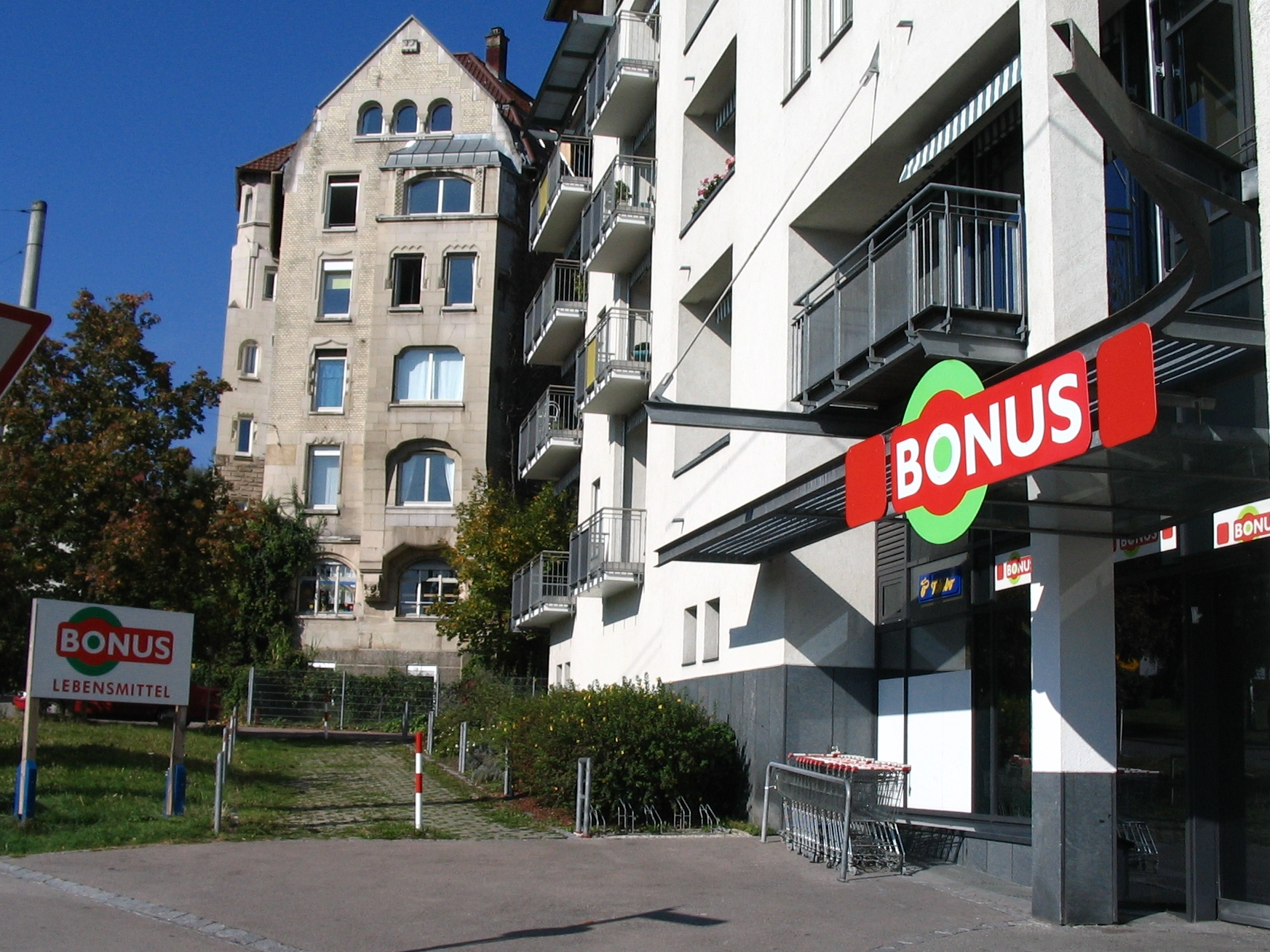
(ehemaliger) Bonus-Supermarkt in Stuttgart-West am Vogelsang
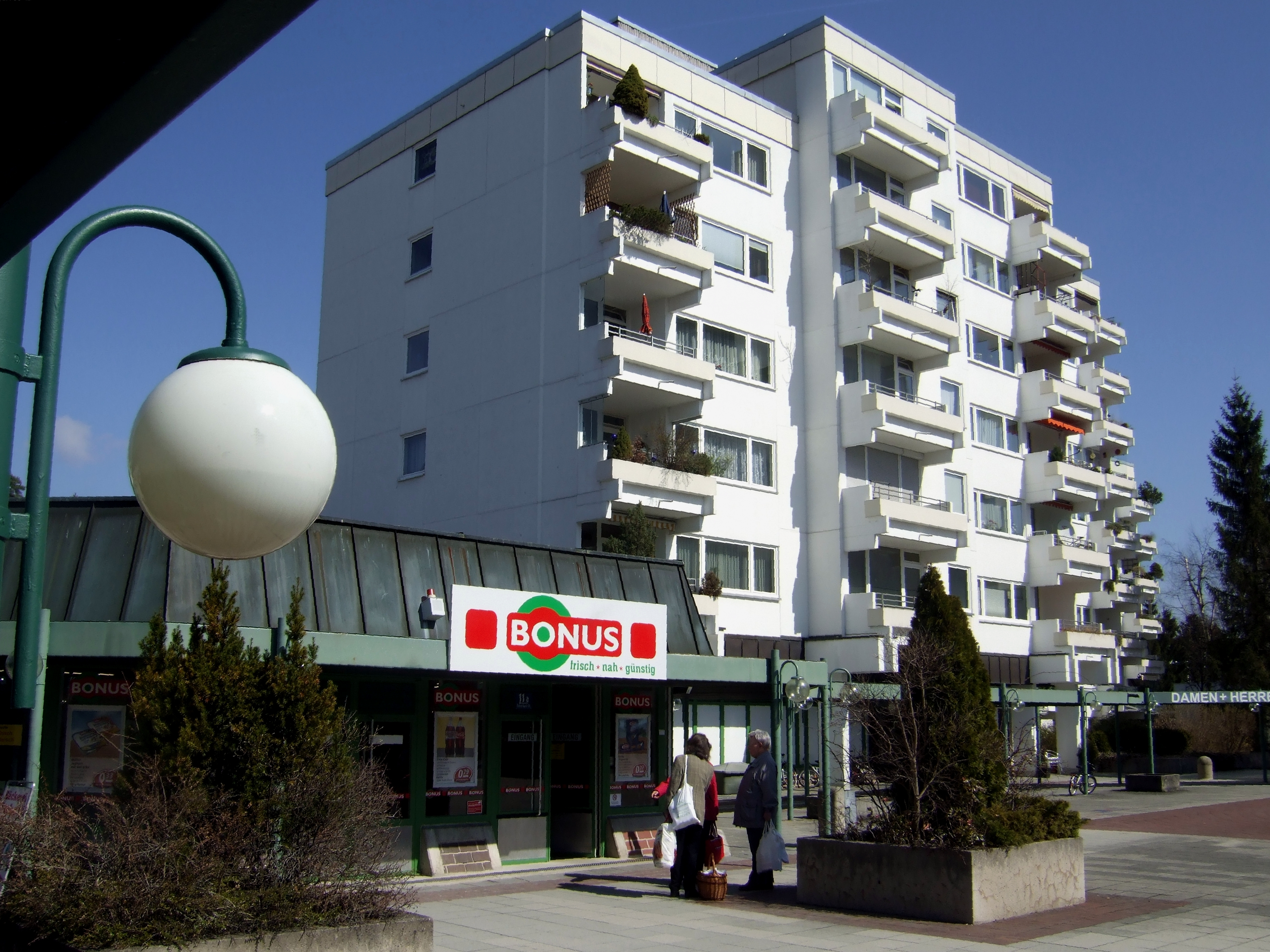
Erster Bonus-Markt in Bayern (Ottobrunn)

## Sortiment
Die Bonus-Märkte werden mit dem Sortiment der Einzelhandelskette Rewe beliefert. Dazu gehören auch Rewe-Eigenmarken. In den größeren Märkten werden zusätzlich Produkte regionaler Lieferanten angeboten. Der Umfang des Sortiments der Bonus-Märkte reicht von rund 1.000 Artikeln in kleinen Läden bis zu einem Vollsortiment von mehr als 14.000 Artikeln in großen Supermärkten. In einigen Filialen sind auch eine Bäckerei oder Metzgerei angesiedelt, teilweise werden auch Zeitungen und Zeitschriften angeboten.